# William Lassell
William Lassell, född den 18 juni 1799 i Bolton, död den 5 oktober 1880, var en engelsk astronom.
Lassell var egentligen bryggare i Liverpool, men började 1820 att ägna sin tid och förmögenhet åt förfärdigandet av flera spegelteleskop, och nådde efterhand stor skicklighet. År 1844 hade han konstruerat en spegel med 0,6 meters öppning och 6 meters brännvidd. År 1852 uppställde han sitt första instrument på Malta och där förfärdigade han ett ännu större spegelteleskop med 1,2 meters öppning och 11 meters brännvid. Med början från sitt teleskop i Liverpool gav han den upptäckande astronomin viktiga bidrag. Den 10 oktober 1846 upptäckte han en av Neptunus månar, i september 1848, nästan samtidigt med Bond i USA, en av Saturnus satelliter, Hyperion, och 1851 Uranus drabanter Umbriel och Ariel.
Med sitt nya teleskop på Malta upptäckte han 600 nya nebulosor. Efter sin återkomst till Storbritannien byggde han ett observatorium i Maidenhead. Han blev Fellow of the Royal Society 1849 och tilldelades Royal Medal 1858. Lassel var även Fellow of the Royal Society of Literature, hedersledamot av Royal Society of Edinburgh och ledamot av Kungliga Vetenskaps-Societeten i Uppsala. Han tilldelades Royal Astronomical Societys guldmedalj 1849 och blev juris hedersdoktor vid universitetet i Cambridge 1874.

## Utmärkelser
Asteroiden 2636 Lassell är uppkallad efter honom.